# Đorđe Magarašević
Đorđe Magarašević (1857-1931), književnik i filolog (slavist); bavio se poviješću jezika i  književnosti. Glavni radovi: monografije Georgije Magarašević, Adam Dragosavljević, Nikanor Grujić, Jovan Subotić i dr.

## Napomena
- U ELZ i Minerva pod imenom Đorđe Magarašević uvršten je Georgije Magarašević, bez napomene da se u drugim izvorima spominje pod imenom Georgije.